# Аскерова, Минаввар Мохбалы кызы
Минаввар Мохбалы кызы Аскерова (азерб. Münəvvər Mehbalı qızı Əsgərova; 6 марта 1914 года, Нахичеванский уезд — 1 октября 2001 года, Джульфинский район) — советский азербайджанский виноградарь, Герой Социалистического Труда (1949).

## Биография
Родилась 6 марта 1914 года в селе Кирна Нахичеванского уезда Эриванской губернии (ныне Джульфинский район Нахичеванской АР Азербайджана).
Начала трудовую деятельность звеньевой в 1938 году в колхозе имени Ленина Джульфинского района.
В 1947 году достигла высоких показателей в области виноградарства.
Указом Президиума Верховного Совета СССР от 21 июля 1949 года за получение высоких урожаев винограда Аскеровой Минаввар Мохбалы кызы присвоено звание Героя Социалистического Труда с вручением ордена Ленина и золотой медали «Серп и Молот».
С 1968 года на всесоюзной пенсии.
Скончалась 1 октября 2001 года в родном селе.